# 青江 (岡山市)
青江（あおえ）は、岡山市にある地名。青江一丁目から六丁目まであり、1998年（平成10年）10月26日に住居表示が実施された。
2009年（平成21年）4月1日の岡山市政令指定都市移行により、行政区は一丁目から五丁目が北区に、六丁目が南区に属する。郵便番号はいずれも〒700-0941（岡山中央郵便局管区）。

## 概要
岡山市内中心部から約5km南の地区。
2020年国勢調査による人口は4156人、世帯数は2532世帯、面積は86万4188.788m2、人口密度は4809.13人/km2。
ジャスコ岡山店の出店（1976年（昭和51年）12月。後にイオン岡山店となったが2014年（平成26年）9月30日に閉店し、2019年（令和元年）7月26日にイオンスタイル岡山青江として再開業）、中央卸売市場移転跡地への赤十字病院の新築移転（1985年）、岡山バイパスの開通などにより、1970年代以降市街化が著しい。岡山駅・岡山市役所・天満屋方面からのバスが頻発しているため、交通の便は良い。国道2号と国道30号が交わる青江交差点では交通量がかなり多く、交通事故が多発している。

### 小・中学校の学区
行政上、青江は一体ではなく、公立の小・中学校に通学する場合、学区は次のように指定されている 。ただし郵便番号は全域で共通である。
| 区   | 区域       | 小学校     | 中学校     |
| ---- | ---------- | ---------- | ---------- |
| 北区 | 青江一丁目 | 岡南小学校 | 岡輝中学校 |
| 北区 | 青江二丁目 | 岡南小学校 | 岡輝中学校 |
| 北区 | 青江三丁目 | 岡南小学校 | 岡輝中学校 |
| 北区 | 青江四丁目 | 岡南小学校 | 岡輝中学校 |
| 北区 | 青江五丁目 | 岡南小学校 | 岡輝中学校 |
| 南区 | 青江六丁目 | 芳泉小学校 | 芳泉中学校 |

## 周辺

### 北区
- 岡山赤十字病院
- 岡山青江郵便局
- 中国銀行岡山南支店
- トマト銀行青江支店
- おかやま信用金庫青江支店
- 中国電力ネットワーク岡山ネットワークセンター
- 明和製紙原料
- エバルス岡山支店
- カメラのキタムラ青江店
- 紳士服はるやま岡山青江本店
- 洋服の青山＋A岡山青江店
- ぽかぽか温泉（スーパー銭湯）
- びっくりドンキー青江店
- イオンスタイル岡山青江
- レイスポーツクラブ岡山

### 南区
- シティライト青江店

## 交通
- 両備バス（岡山駅・天満屋～玉野・渋川線）
- 岡電バス（岡山駅～当新田・大東線）
- 国道2号岡山バイパス
- 国道30号
- 岡山県道40号岡山港線
- 岡山県道214号洲崎米倉線